# Српско археолошко друштво
Српско археолошко друштво је основано 1. јула 1883. године у Београду. Први председник је био Михајло Валтровић, архитекта по образовању, археолог по вокацији, први професор археологије на Великој школи (од 1881. године) и чувар (кустос) Народног музеја у Београду.
Поред њега, оснивачи су били и Драгутин С. Милутиновић, професор Велике школе, Јован Бошковић, професор Велике школе, Јован Драгашевић, пуковник, Јован Жујовић, професор Велике школе, Љубомир Ковачевић, управитељ Учитељске школе, Нићифор Дучић, библиотекар, Милан Ђ. Милићевић, професор Велике школе и Светомир Николајевић, професор Велике школе.

## Развој археологије у Србији до оснивања Српског археолошког друштва
Оснивању Српског археолошког друштва претходио је период развоја свести о очувању старина код Срба. Међу првим зачецима археологије у Срба био је позив Захарија Орфелина из 1798. године у коме он, у свом Славеносербском магазину позива Србе у Аустроугарској да прикупљају предмете старих култура и да их чувају од заборава и уништавања.
Традиција и предање, историја и митови о средњовековној српској држави били су основа на којој се градила жеља да се сачува и проучи прошлост. Стога и није чудно што се у првој половини 19. века Лукијан Мушицки страсно бавио описивањем средњовековних старина, и по узору на многе сличне експедиције у недовољно познате области какве организују страни путописци, тако и он предузима 1810. студијска путовања у Срем, Банат, Бачку и Славонију. Са ових путовања доноси многе податке о манастирима, рушевинама средњовековних градова и утврђења и остацима римских насеобина.
По његовом узору радиће и нешто касније Георгије Магарашевић, учен човек свога времена. Преко Сербске летописи 1827, а затим и преко Новина сербских он започиње своју акцију на прикупљању података о нашој прошлости.
Нешто касније, 1847. године, долази и до иницијативе Теодора Павловића за сакупљање археолошких, нумизматичких и историјских предмета за будући музеј Матице српске. Ово је у ствари и први покушај организованог прикупљања материјала за један музеј код Срба северно од Саве и Дунава. Тек 1908. године биће у Вршцу основан Музеј који ће у својој основној оријентацији имати прикупљање археолошких налаза из јужног Баната.
Године 1826. Јоаким Вујић ради за Кнеза Милоша на прикупљању података о српским старинама (Путешествија по Сербији). Неколико година касније започиње своју значајну мисију и Јован Стерија Поповић.
Период између 1830. и 1845. године значи почетак институционализације рада на проучавању старина, који се завршава 1844. године оснивањем Народног музеја у Београду. Њему су претходиле још неке значајне акције које су се одвијале преко Попечитељства просвештенија и Друштва српске словесности и које су 1843. довеле до формирања првог предлога Закона о старинама, једног од ретких у Европи тога времена.
Напредни чланови Српског ученог друштва 1867. године оснивају Дружину за археологију и етнографију на Балканском тропољу, претечу Српског археолошког друштва. Дружина је српском народу упутила Научно-патриотски позив с циљем да „у народу буди свест за старине... да уздиже поимање како су те старине светиња... коју треба да поштујемо, прикупљамо и проучавамо“, да „прибира и на видик у верном снимку износи различито посуђе из минулих времена, да сабира и свету показује свакојаке наките и украсе из прошлости“, да „проучава старе цркве и грађевине“ итд. Програм Дружине може се сматрати основом на којој ће се 15 година касније градити Статут и Програм Српског археолошког друштва и који ће добити своје одређено место како у програмима Српског ученог друштва и Српске краљевске академије наука, тако и у програмима Катедре за археологију Филозофског факултета и Народног музеја.
Неколико година касније, 1869. године формира се код Срба у Аустроугарској у Сремској Митровици Археолошко друштво „Сирмиум“. Његов духовни отац био је Феликс Каниц (Felix Kanitz), дописник и илустратор Лајпцишких новина који је читаоце широм Аустроугарске обавештавао о збивањима на Балкану са мањим или већим прекидима скоро 40 година. На подручју Вршца започињу 1882. године археолошка истраживања која су била повод за оснивања Музеја у овом граду. Исте године почињу истраживања у Суботици и Сремској Митровици, па би се та година могла сматрати за почетак археологије на овом подручју.
Кабинет за археологију на Великој школи у Београду је основан 1882. године, а годину дана раније, 1881. године, Михајло Валтровић је указом кнеза Милана Обреновића постављен за професора археологије. Тиме су постављени темељи археолошких проучавања на Универзитету, обележен је почетак нове етапе у историји Народног музеја и омогућено организовање Српског археолошког друштва.

## Рад Друштва од оснивања до данас

### Од 1883. до Првог светског рата
Циљеви Српског археолошког друштва и његови задаци јасно су формулисани у Приступу, Позиву на упис у Друштво и Статуту Српског археолошког друштва.
У Позиву на упис подвучено је богатство Србије археолошким остацима од праисторијског доба па до времена „владавине српске и турске“ и истакнуто да „на народу који данас у тим земљама живи и који им је данашње име дао, остаје да те трагове прошлости очува, прибира и науци на употребу преда“.
У Приступу се нарочито наглашава да Друштво, покретањем свог органа, Старинара, приступа остварењу једног од својих основних задатака: упознавању стручне и научне јавности са археолошким споменицима — старинама Србије.
У пракси, Српско археолошко друштво је деловало преко своје Управе и чланства којима се у Статуту такође утврђују делокруг рада и обавезе. Стручну и научну политику води управа друштва која поставља уреднике за друштвене списе (публикације), одлучује где ваља предузети археолошка ископавања или које покретне објекте („старине“) треба набавити и, коначно, даје експертизе („свој зналачки суд“) властима или појединцима. На скуповима друштва, годишњим („главним“) или ванредним, Управа подноси извештаје о тим радовима. Скупштина активно учествује у стварању таквог програма рада: сваки члан Друштва може на скупштини давати предлоге за археолошке радове, а скупштина одлучује о овим предлозима и њиховом остваривању.
Сарадња Друштва са Народним музејом, прокламована је још од почетка његовог рада у Статуту. Сви прикупљени налази имали су се предати Народном музеју као Збирка Археолошког друштва, а у случају престанка деловања сва имовина Друштва имала би припасти Народном музеју.
Друштво је имало вишегодишњи прекид рада током Првог светског рата. Од овог ударца оно се дуго није у потпуности опоравило.

### Међуратни период 1918-1941.
Ново Археолошко друштво, настављач предратног, основано је 1921/22 на иницијативу Академије наука, с предвиђеном активношћу у целој новој држави. У времену између два рата Српско археолошко друштво није развило ону интензивну, разноврсну и плодну делатност коју је, као његове основне задатке прокламовао Михајло Валтровић, а који су изражени у његовом Статуту.
Активност на прикупљању археолошких налаза, интересовање за чување старина и споменика готово да су замрли, иако се прилике у новој држави, Југославији, нису битно измениле. Још увек није постојала специјализована установа за заштиту споменика културе, нити су прилике и услови за рад на археологији у унутрашњости земље постали бољи.
Управу друштва преузели су најпре Никола Вулић, а касније Владимир Петковић, а о раду и делатности Друштва сведочи само редовно издавање Старинара као јединог чисто археолошког часописа у Србији.
Године 1941. рад Друштва је поново прекинут избијањем Другог светског рата.

### Од 1945. до данас
У послератном периоду, у новој Југославији, услови за развој археологије већ од почетка знатно су се побољшали, али су и видови рада у знатној мери измењени. Отуда и није одмах дошло до обнове Српског археолошког друштва и његове активности.
У Србији је основан Археолошки институт, најпре при Српској академији наука, који касније постаје самостална научна установа и који је на себе преузео задатак окупљања свих археолога у разним установама у земљи, као и координацију рада на основним проблемима археологије у Србији. У том оквиру Институт је на себе примио и издавање Старинара и одржавање годишњих скупова археолога Србије. Тако је добар део задатака старог Друштва пренет на Археолошки институт.
На саветовању археолога Југославије одржаном 1950. године у Нишкој Бањи основан је Координациони одбор археолога Југославије који касније прераста у Археолошки савет и коначно у Археолошко друштво Југославије. У таквим приликама, у новим условима, у први мах није се ни осећала нужност обнављања рада Српског археолошког друштва. Прилике су се промениле са наглим порастом броја стручњака археолога активно ангажованих у раду читавог низа новооснованих установа, посебно музеја.
Јуна 1964. године у Србији је преузета иницијатива за организовање републичког археолошког друштва, најпре у виду републичке подружнице Археолошког друштва Југославије. Оснивачка скупштина подружнице за Србију одржана је приликом саветовања археолога у Београду. Године 1970. дошло је до оснивања Археолошког друштва Србије. Иницијатива за то покренута је на скупштини одржаној у Бору 1969. године, а само Друштво је основано на скупштини 23. маја 1970. године у Београду. Последњи председник подружнице, а до 1972. године први председник друштва био је суботички археолог Ладислав „Ласло“ Секереш (1931-1997). Од 1978. године Друштво редовно одржава годишње састанке археолога Србије, на којима се саопштавају резултати свих истраживања предузетих у протеклој години.
Стари назив, Српско археолошко друштво, враћен је 1983. године, а 1984. покренуто је и ново гласило друштва – Гласник Српског археолошког друштва који излази једном годишње.
Осим редовног излажења Гласника, рад Друштва се одвија и на редовним годишњим стручно-научним скуповима који се организују увек у неком другом граду у Србији. Друштво повремено издаје и монографије.

## Стручно-научни скупови Друштва
- Нови Пазар (1978),
- Књажевац (1980),
- Грза (1981),
- Кладово (1982),
- Ниш (1983), свечана академија поводом стогодишњице друштва је одржана у Београду,
- Ваљево (1984),
- Бела Црква (1985),
- Шабац (1986),
- Сомбор (1987),
- Нови Пазар (1988),
- Кикинда (1989),
- Пожаревац (1990),
- Вршац (1991),
- Пријепоље (1992),
- Александровац (1993),
- Сремски Карловци (1994),
- Пирот (1995),
- Призрен (1996),
- Сремска Митровица (1997),
- Суботица (1998),
- Београд (1999),
- Ковин (2000),
- Крушевац (2001),
- Београд (2002),
- Нови Пазар (2003),
- Пожаревац (2004),
- Бијељина (2005),
- Лесковац (2006),
- Београд (2007),
- Зајечар (2008),
- Зрењанин (2009),
- Ниш (2010),
- Краљево (2011),
- Ваљево (2012),
- Нови Сад (2013),
- Крагујевац (2014),
- Пирот (2015),
- Вршац (2016),
- Београд (2017),
- Панчево (2018),
- Неготин (2019),
- Суботица (2020)
- Параћин (2021)
- Прокупље (2022)

## Досадашњи председници
- Михајло Валтровић (1883—1911)
- Никола Вулић (1912—1930)
- Владимир Петковић (1931—1941)
- Ладислав Секереш (1969—1972)
- Бранко Гавела, Никола Тасић и Марија Бајаловић — Хаџи—Пешић (1970—1980)
- Петар Петровић (1980—1984)
- Димитрије Мадас (1984—1988)
- Марко Поповић (1988—1990)
- Милоје Васић (млађи) (1990—1991)
- Марин Брмболић (1991—1995)
- Борислав Јовановић (1995—1999)
- Војислав Јовановић (1999—2003)
- Ђорђе Јанковић (2003—2007)
- Растко Васић (2007—2008)
- Душан Михаиловић (2008—2011)
- Драгана Антоновић (2011—2015
- Адам Црнобрња (од 2015)

## Издања

### Часописи
Српско археолошко друштво је од 1884. до 1940. године, са извесним прекидима, објављивало своје гласило Старинар. У раздобљу 1884-1895. излазиле су четири свеске годишње, 1906-1911. по две свеске годишње, а 1922-1940. часопис је излазио као годишњак. Од 1950. године издавање Старинара преузео је Археолошки институт у Београду.
Гласник Српског археолошког друштва покренут је 100 година касније, 1984. године. Излази једном годишње и до сада је изашло 39 бројева.
Информатор: гласило Управног одбора Српског археолошког друштва излазио је од 1996. до 1998. године.
Археолошки преглед излазио је од 2003. до 2006.

### Монографије
Друштво такође издаје монографије (до сада је изашло 25 наслова).
- Споменица Српског археолошког друштва: 1883-1983, уредник Никола Тасић, Београд, 1983
- Истраживања: саопштења са 6. скупа археолога Србије, Ваљево 6-8. мај 1984., Св. 2, уредник Синиша Бранковић, Ваљево, Народни музеј, Београд САД. 1985
- Споменица Јована Ковачевића, уредници Радован Бунарџић, Живко Микић, Београд 2003
- , , 2003
- Сава П. Тутунџић, Доњи Египат у халколитском периоду и односи са јужним Левантом: прва половина IV миленијума. 2004. ISBN 978-86-904455-2-3..
- Емина Зечевић (2005). Мраморје: стећци у западној Србији. ISBN 978-86-904455-3-0.
- Мирко Пековић и Милош Јевтић, Заштитна ископавања налазишта Михајлов понор на Мирочу, 2007.
- Мирко Пековић, Археолошка збирка Војног музеја у Београду = . 2006. ISBN 978-86-81117-26-2..
- Ђорђе Јанковић (2007). Српско поморје од 7. до 10. столећа. ISBN 978-86-904455-5-4..
- Александар Ранисављев (2007). Раносредњовековна некропола код Мокрина. ISBN 978-86-904455-4-7..
- Мирко Пековић, Војни музеј: пет деценија археолошких истраживања: 1954-2004 = . 2007. ISBN 978-86-81117-27-9. (каталог). .
- Сава П. Тутунџић, Јужни Левант у халколитском периоду: од V до прве половине IV миленијума. 2007. ISBN 978-86-904455-6-1., са једним прилогом Душана Михаиловића. .
- Бобан Трипковић, Домаћинство и простор у касном неолиту: винчанско насеље на Бањици = . 2007. ISBN 978-86-904455-7-8.. .
- Бранко Дрча (2011). Новчани систем касноримског царства: 293-348. ISBN 978-86-84457-08-2..
- Bioarheologija na Balkanu: bilans i perspektive. 2013. ISBN 978-86-84457-12-9., urednice Nataša Miladinović-Radmilović i Selena Vitezović, Beograd: SAD; Sremska Mitrovica: Blago Sirmijuma.
- Резултати нових археолошких истраживања у северозападној Србији и суседним територијама. 2013. ISBN 978-86-913229-6-0., уредници Војислав Филиповић, Радивоје Арсић, Драгана Антоновић, Београд: САД; Ваљево: Завод за заштитуспоменика културе.
- Archaeotechnology: Studying Technology from Prehistory to the Middle Ages. 2014. ISBN 978-86-913229-7-7., editors Selena Vitezović, Dragana Antonović,Beograd: SAD.
- Palaeolithic and Mesolithic Research in the Central Balkans. 2014. ISBN 978-86-913229-9-1., editor Dušan Mihailović, Belgrade: Serbian Archaeological Society.
- Dušan Mihailović, Paleolit na centralnom Balkanu: kulturne promene i populaciona kretanja. 2014. ISBN 978-86-913229-8-4., Beograd: SAD.
- Bioarheologija na Balkanu, Metodološke, komparativne i rekonstruktivne studije života u prošlosti. 2016. ISBN 978-86-84457-17-4., urednice Nataša Miladinović-Radmilović, Selena Vitezović, Beograd: Srpsko arheološko društvo.
- Selena Vitezović, Metodologija proučavanja praistorijskih koštanih industrija, Beograd: Srpsko arheološko društvo. 2016.  978-86-80094-04-5.
- Dušan Borić, Posmrtni obredi na Lepenskom Viru: Obrasci pogrebne prakse / Deathways at Lepenski Vir: Patterns in Mortuary Practice, Beograd: Srpsko arheološko društvo. 2016.  978-86-80094-03-8.
- Bioarheologija na Balkanu, Markeri okupacionog stersa i druge studije. 2017. ISBN 978-86-84457-18-1., urednice Nataša Miladinović-Radmilović, Ksenija Đukić, Beograd - Sremska Mitrovica: Srpsko arheološko društvo - Blago Sirmijuma.
- Учењаци, старинари, археолози: археологија у светлу сопствене историје. 2019. ISBN 978-86-80094-08-3., уредник Јован Д. Митровић, Београд: Српско археолошко друштво.
- Адам Н. Црнобрња, Како сачувати археолошко наслеђе: приручник за локалне самоуправе, планере, доносиоце одлука и друге заинтересоване, Београд: Српско археолошко друштво. 2020. ISBN 978-86-80094-13-7